# Chaya Czernowin
Chaya Czernowin (Haifa, Israel, 7 de desembre de 1957) és una compositora israeliana que actualment resideix a Àustria. És la principal compositora a la Sommer akademie School Solitude, una acadèmia internacional bianual de compositors i músics residents en la històrica Schloß Solitude, de Stuttgart, Alemanya.
Czernowin va estudiar música a la Universitat de San Diego de Califòrnia i al seu país natal. També ha fet estudis formals en residències i beques al Japó, Europa i Estats Units.